# طفولة

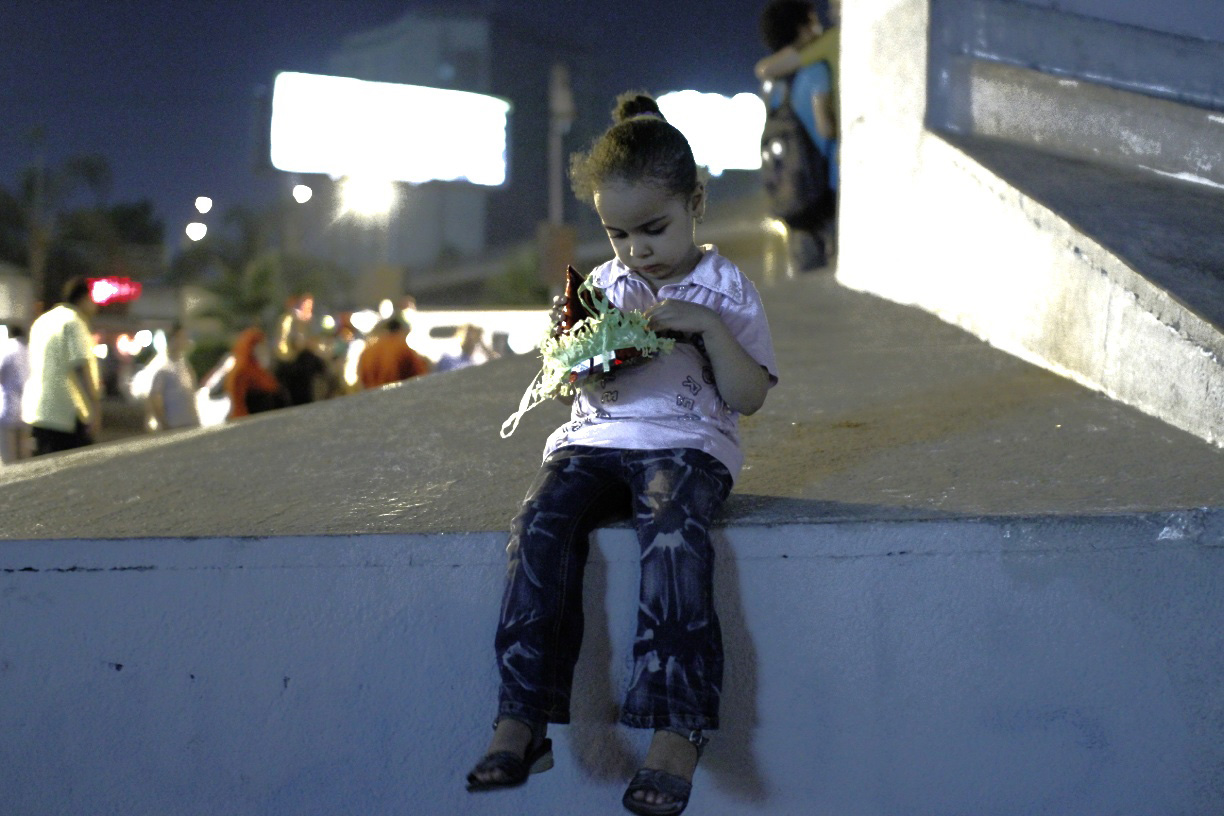
بنت مصرية

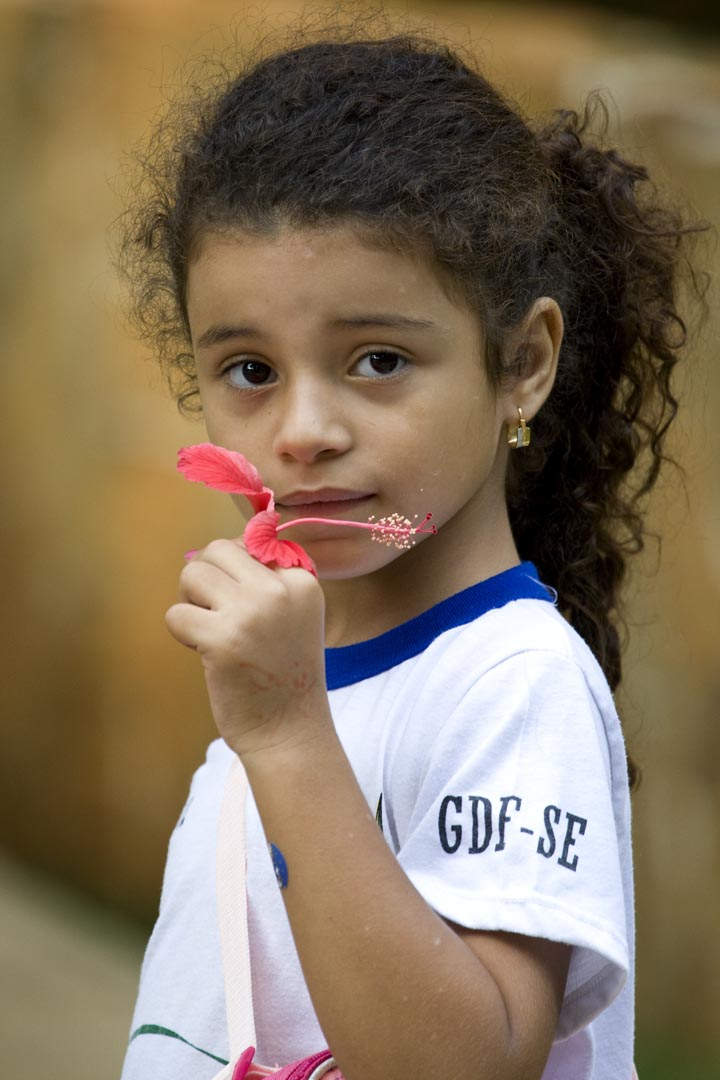
طفلة من البرازيل

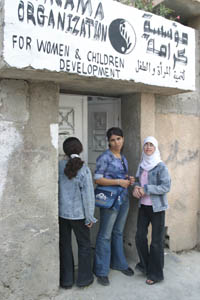
مؤسسة كرامة لتنمية المرأة والطفل في فلسطين

شعار: محرك بحث قوقل يحتفي بمناسبة يوم الطفل في كينيا، رفعت شعارات مماثلة على محرك بجث قوقل في نطاقات مختلفة حسب احتفال كل دولة بيوم الطفل.

الطفولة (أي كون الإنسان طفلاً) هي المرحلة العمرية بين الرضاعة والبلوغ. وفي علم النفس التنموي تقسم الطفولة إلى مراحل النمو التالية:
- الطفل الصغير (تعلم المشي)
- الطفولة المبكرة (مرحلة اللعب)
- طفولة متوسطة (سن المدرسة)
- مرحلة المراهقة (ما قبل البلوغ)[بحاجة لمصدر]

## تاريخ
راجع: تاريخ الطفولة

## المدى العمري للطفولة
مصطلح الطفولة غير محدد وقد يطلق على فترات مختلفة من نمو الإنسان. لكنها في علم النفس التنموي تطلق على الفترة ما بين الرضاعة والبلوغ. لكنه من الشائع اعتبار أن الطفولة تبدأ من الولادة. والبعض يعتبر الطفولة -كفترة لعب وبراءة- تنتهي عند سن المراهقة. في العديد من الدول يوجد سن محددة تنتهي عندها الطفولة رسمياً ويصبح الشخص بالغاً قانوناً. يختلف هذا العمر ما بين الثالثة عشر إلى الحادية والعشرين، لكن الثامنة عشر هو العمر الشائع لانتهاء الطفولة.

## الطفولة المبكرة
مرحلة الطفولة المبكرة تلي مرحلة الرضاعة، وتبدأ عندما يبدأ الطفل بالكلام أو المشي معتمداً على نفسه ويصبح أقل اعتماداً على مساعدة الوالدين في الحاجات الأساسية.
وبحسب اليونسكو واليونسيف وغيرهما فإن مرحلة الطفولة المبكرة تنتهي عند سن الثمانية أعوام.

## الطفولة المتوسطة
الطفولة المتوسطة تبدأ في حوالي سن السابعة أو الثامنة، تقريبا في سن التعليم الابتدائي وحتى قرب البلوغ، عند بداية المراهقة.

## المراهقة
تبدأ المراهقة (أو الطفولة المتأخرة) قرب سن البلوغ. ونهايتها تختلف حسب البلد والوظيفة، وحتى داخل البلد الواحد أو الدولة القومية قد يختلف العمر الذي يعتبر فيه الفرد ناضجاً (كرونولوجياً وقانونياً) حتى يفوضه المجتمع بمهام معينة.
تنتهي فترة المراهقة بالبلوغ وعند سن18 سنة. يحق للشخص البالغ من العمر 18 سنة الانتخاب في الكثير من البلدان.

## الأطفال في الإسلام
كفل الإسلام حقوق الأطفال، ووضع واجبات للآباء والأمهات تجاه الأطفال. كما أرشد إلى حقوق الوالدين على أبنائهما، سواء الذكور والإناث. قال الله في القرآن: 

## تعليم الطفل لغة ثانية
تقول أحد المقولات «إن تعلم لغة ثانية مفيد وقد يستغرق مدى الحياة ولكن من المستحسن الابتداء في سن الطفولة». وقد ثبت أن الشخص الذي يتكلم لغتين يكون أكثر مرونة وكفاءة وأكثر فعالية من شخص لا يتكلم سوى لغة واحدة، ويسهل على الطفل تعلم لغة ثانية إلى جانب لغة الأم. ويبدو أن الجنين يبدأ في تمييز لغتين خلال الثلاثة أشهر الأخيرة قبل ولادته، وذلك إذا كانت أمه تتكلم لغتين. إيقاع الكلمات وتتابع الزمني لأصوات الحروف تنزرع في دماغ الجنين مباشرة وتصبح معهودة له.
وقد أجرت الباحثة «كريستا بايرز-هاينلاين» من جامعة كونكورديا بمونتريال أختبرت أطفالا من بعد ولادتهم بثلاثة أيام، ووجدت أن الطفل الذي تتحدث أمه لغتين يستمر في مص «البزازة» عند سماعه اللغتين، أما المولود من أم تتكلم لغة واحدة فكان يمص البزازة عند سماعه لغة أمه فقط، أي تصيبه حيرة وقلق عند سماع لغة غريبة عنه.
وقامت الباحثة في علم الأعصاب الدكتورة «جانيت وركر» من جامعة بريتيش كولومبيا،كندا، وطورت طريقة «كريستا هايلاين» على أطفال تبلغ أعمارهم عدة شهور بحيث تتعرف على إمكانية الأطفال على التفرقة بين اللغتين الإنجليزية والفرنسية بواسطة الرؤية. أثناء الاختبار كان الأطفال يشاهدون فيديو لأحد الكبار يحكي فيه من «كتاب الأمير الصغير» بالإنجليزية والفرنسية. في تلك الحالة كانت التفرقة بين اللغتين بواسطة العينين. وعملت الباحثة على تسجيل مدة مراقبة الأطفال لذلك الفيديو قبل أن يعتريهم الملل وينصرف نظرهم عنه. ووجدت أن أطفالا بين الشهر الرابع والشهر السادس من اعمارهم يستطيعون التفرقة بين اللغتين. ولكن الأطفال الذين كانوا في الشهر الثامن من عمرهم وأمهم تتكلم لغة واحدة فقد ملوا سريعا المشاهدة، وظل الأطفال الذين تتكلم امهاتهم لغتين منتبهين ومتتبعين قصص الفيديو باللغتين.
يتضح من بحث أطباء الأعصاب والدماغ أن مراكز تخزين الكلام وتكوين جملات ومراكز الفهم تكون متناثرة في الدماغ ولا تنحصر في مركز واحد. وثبت أن معدل تشابك السينابسيس synapsis يرتفع سريعا بعد ولادة الطفل مباشرة حتى يبلغ الطفل سنة واحدة من عمره (مشابك بين الخلايا العصبية).وبعد ذلك يبدأ معدل تشابكها في الانخفاض تقريبا حتى سن السادسة. هذا يحسن كثيرا من الفهم ويجعل الدماغ أكثر كفاءة مع استهلاك أقل للطاقة.
ولكن الأمر ليس كيف يتكون الدماغ وإنما كيف يعمل. وتعلم لغتين تجعل الدماغ يعمل بكفاءة أعلى. فالمتكلم لغتين يختار في كل مرة بين كلمتين لكل شيء، وهذا مايسميه العلماء "تحويل أعمال " Task switching " أو ما نقول عنه "الانشغال بعدة أعمال في نفس الوقت". فتخيل أنك تكتب رسالة في الوقت الذي دق فيه التلفون، فتترك الكتابة وترفع السماعة للرد على التليفون، واثناء ذلك يطرق الباب ويدخل أحد في طلب شيء منك. التحكم في تلك الأمور تحتاج منك مجهودا حيث تقوم بعدة أعمال في نفس الوقت.
وتبين من البحث أن المتكلمين لغتين يفوقون المتحدثين بلغة واحدة في مثل تلك المواقف، فنسبة الخطأ لديهم تكون أقل وكذلك يؤدون تلك الأعمال بمجهود أقل.
كما أن استفادة كبار السن من اللغتين كبيرة. فقد اختبر طبيب الأعصاب «براين جولد» من جامعة كنتاكي مجموعة من كبار السن بين 60 - 68 من عمرهم في عدة اختبارات «تحويل أعمال» ووجد ان المتحدثين لغتين كانوا أكثر كفاءة من المتحدثين لغة واحدة ن فكانت نسبة الخطأ لديهم أقل وكان آدائهم أسرع. وفحص أجزاء أدمغتهم أثناء الاختبار بواسطة تصوير رنين مغناطيسي ووجد أن نشاط تلك المناطق في الدماغ كانت تعمل هادئة وبمرونة في حالة المتكلمين لغتين في حين أنها كانت مثارة في حالة المتكلمين لغة واحدة، دليل على بذلهم مجهود أكبر في حل الاختبار.
لا تقف مزايا التمكن من لغتين عند حدود امكانية أحسن في المخاطبة و«تحويل الأعمال» ولكن أيضا عندما يصل الإنسان إلى الشيخوخة: ذوي اللغتين يتأخر حدوث الخرف لديهم 4 سنوات عن نظرائم المتحدثين لغة واحدة، ومن يصابون بمرض آلزهايمر فهو يتأخر لدى المتحدثين لغتين مدة نحو 5 سنوات.
فتعلم الكبار لغة ثانية مفيدة جدا وهم يبذلون في ذلك مجهودا ويخصصون له الوقت للتعليم والممارسة، أما الأطفال فيتعلمون اللغات المتعددة وهم في بطون أمهاتهم وكذلك وهم في «اللفة».

## وصلات خارجية
- "مراحل الطفولة". موضوعات اجتماعية ونفسية. موقع المقاتل. مؤرشف من الأصل في 2019-04-25. {{استشهاد ويب}}: روابط خارجية في |ناشر= (مساعدة)